# Transports Régionaux Neuchâtelois
Die Transports Régionaux Neuchâtelois (TRN) – im Handelsregister als TRN SA eintragen – waren ein Regionalverkehrsunternehmen mit Sitz in La Chaux-de-Fonds, im Schweizer Kanton Neuenburg. Der Name wurde schon davor für die Bezeichnung der Betriebsgemeinschaft verwendet. Am 23. Mai 2012 fusionierte das Unternehmen mit den Transports en commun de Neuchâtel et environs (TN) und firmiert heute, unter dem Logo transN und mit der amtlichen Abkürzung TRN, als Transports Publics Neuchâtelois.

## Geschichte
Das Unternehmen TRN entstand 1999 durch die Fusion von drei bereits in Betriebsgemeinschaft stehenden Unternehmen, an denen der Kanton wesentliche Aktienanteile hielt. Rückwirkend per 1. Januar 1999 wurden die Bahnunternehmen «Compagnie des Chemins de fer des Montagnes Neuchâteloises» (CMN) und «Compagnie du Chemin de fer Régional du Val-de-Travers» (RVT), sowie das Busunternehmen «Compagnie des Transports du Val-de-Ruz» (VR) zusammengeschlossen und traten ab 1987 unter dem gemeinsamen Namen Transports Régionaux Neuchâtelois auf. 2005 wurde auch der Stadtbusbetrieb von La Chaux-de-Fonds, die «Compagnie des Transports en commun, La Chaux-de-Fonds» (TC) in die TRN integriert, die ihrerseits per 1. Januar 1998 den Stadtbusbetrieb von Le Locle «Autobus Le Locle (A.L.L.)» übernommen hatte.

## Betrieb

### Bahnbetrieb
Der Bahnbetrieb der TRN geht auf ursprünglich drei Bahngesellschaften mit jeweils einer eigenen Strecke zurück. Das Netz misst 34,06 km, davon 13,59 km in Normalspur und 20,47 km in Meterspur.

#### Normalspur
| Chemin de fer Régional du Val-de-Travers (RVT) | Chemin de fer Régional du Val-de-Travers (RVT) | Chemin de fer Régional du Val-de-Travers (RVT) | Chemin de fer Régional du Val-de-Travers (RVT) |
| ---------------------------------------------- | ---------------------------------------------- | ---------------------------------------------- | ---------------------------------------------- |
| 1435 mm                                        | 15 kV 16,7 Hz AC                               | 11,98 km                                       | Travers–Fleurier–Buttes                        |
| 1435 mm                                        | 15 kV 16,7 Hz AC (bis 2001)                    | 1,61 km                                        | Fleurier–St-Sulpice (2012 an VVT übertragen)   |

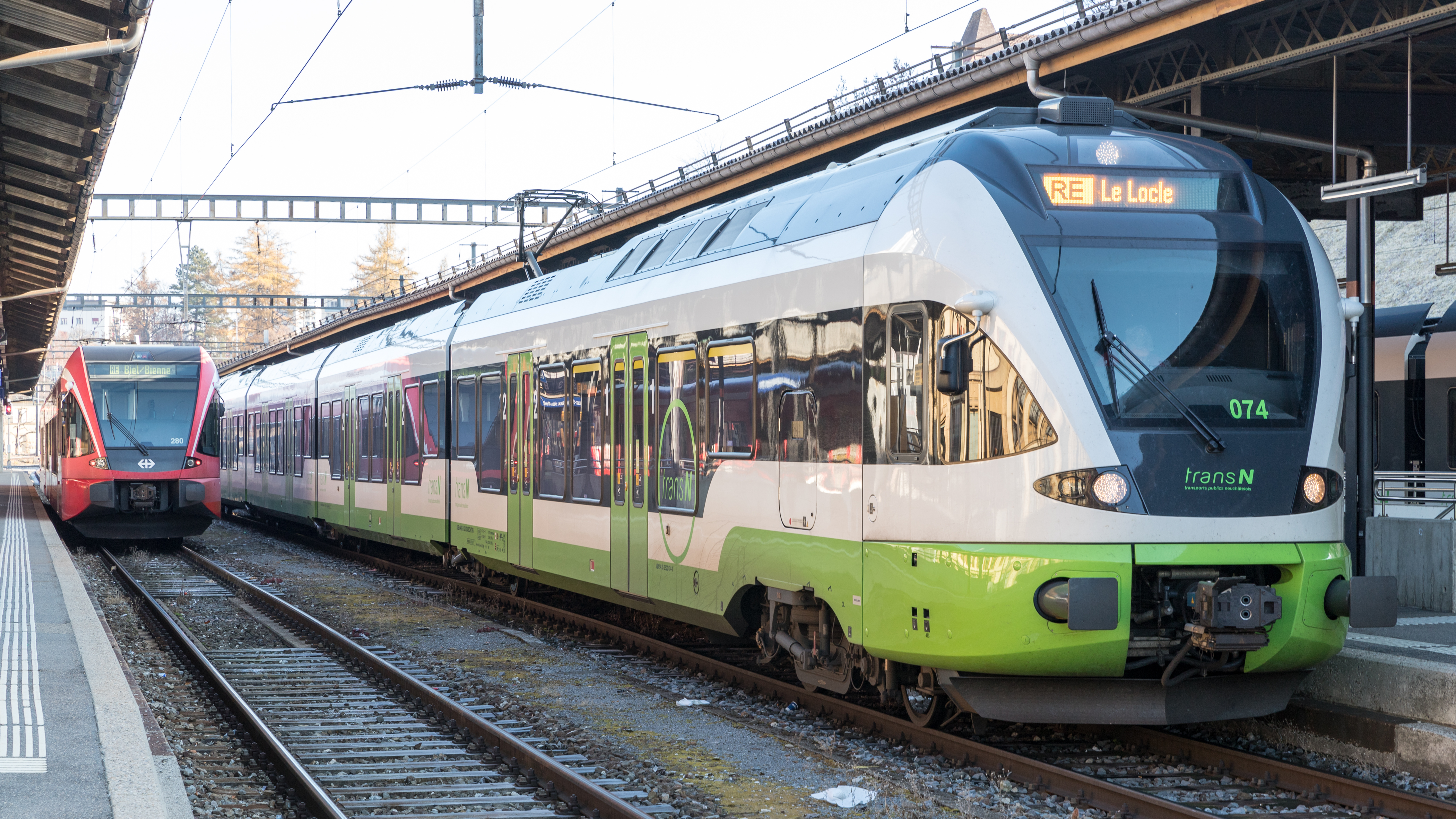
RegioExpress der Trans N nach Le Locle in La Chaux-de-Fonds

Der Verein Vapeur Val-de-Travers (VVT) in St-Sulpice bietet im Sommer an einem Wochenende im Monat auf der Stichstrecke nach Fleurier und weiter Dampffahrten an. Er übernahm 2012 die Konzession und die Strecke Fleurier–St-Sulpice von der TRN.

#### Meterspur
| Chemins de fer des Montagnes Neuchâteloises (CMN) | Chemins de fer des Montagnes Neuchâteloises (CMN) | Chemins de fer des Montagnes Neuchâteloises (CMN) | Chemins de fer des Montagnes Neuchâteloises (CMN) |
| ------------------------------------------------- | ------------------------------------------------- | ------------------------------------------------- | ------------------------------------------------- |
| 1000 mm                                           | 1500 V DC                                         | 4,24 km                                           | Le Locle–Les Brenets                              |
| 1000 mm                                           | 1500 V DC                                         | 16,23 km                                          | La Chaux-de-Fonds–Les Ponts-de-Martel             |

Der Austausch von Triebfahrzeugen ist üblich. Auch der Übergang auf das Netz der CJ ist möglich und wird vor allem mit dem Aussichtsteuerwagen (Ast 21) häufig praktiziert.

### Busbetrieb

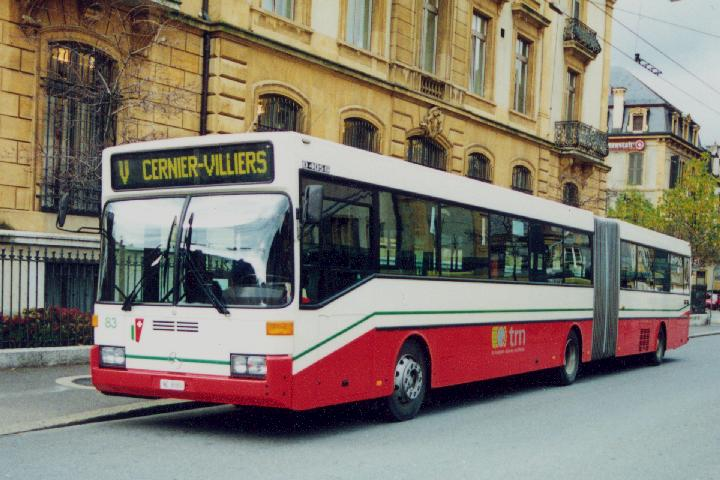
Mercedes-Benz Gelenkbus im Jahre 2000 in Neuchâtel

Der Geschäftsbereich Bus der TRN umfasst
- den Überlandbetrieb der ehemaligen Compagnie des Transports du Val-de-Ruz (VR);
- den Stadtbusbetrieb der 2005 integrierten Compagnie des Transports en commun, La Chaux-de-Fonds (TC) einschliesslich der Trolleybus La Chaux-de-Fonds;
- den Stadtbusbetrieb Le Locle (vormals TC, ehemals ALL) und
- den Busbetrieb Val de Travers (vormals RVT).

#### Vorgängerbetriebe
Die VR betrieben von 1903 bis 1948 die Strassenbahn Les Hauts-Geneveys–Villiers, ein 8,2 Kilometer langes, meterspuriges Überlandtram im namengebenden Val de Ruz. Diese Trambahn wurde nach ihrer Einstellung durch den Trolleybus Val de Ruz ersetzt, dieser Überlandbetrieb bestand bis 1984. Damals wurde aus der VR ein reiner Dieselbusbetrieb.
1897 nahm das «Tramway de La Chaux-de-Fonds» (TC) seinen Betrieb auf. Das Tramnetz in La Chaux-de-Fonds kam auf eine maximale Ausdehnung von gut fünf Kilometern. Als das Tram 1950 eingestellt wurde, wurde die TC ein Trolleybus- und Autobusunternehmen. Anders als bei der VR konnte sich der Trolleybus halten; betrieben werden drei Trolleybuslinien.

## Fahrzeugpark
Aufgrund der verschiedenen Spurweiten ist das Rollmaterial nicht untereinander austauschbar.

### Normalspur (ex RVT)

#### Zeitpunkt der Fusion
Zum Zeitpunkt der Fusion 1999 waren von den Triebwagen 101–107 der ehemaligen RVT noch die Nummern 101, 102, 105, 106 und 107 im Bestand. Triebwagen 103 und 104 waren bereits verkauft, wobei im neuen Nummernraster (neu 311–317), die Nummer 313 an einen gebraucht erworbenen Triebwagen vergeben wurde.
- ABDe 537 311–312 (1944)
ex ABDe 2/4 101–102, ex BCFe 2/4. 101 ausrangiert (2006), 102 historisches Fahrzeug
- EAV-Triebwagen (1965)
ex ABDe 4/4 103, 1983 an MO verkauft
- ABDe 537 313 (1946) «Blauer Pfeil»
Übernahme 1995, ex BN ABDe 4/8 743. Ausrangiert (2005), an Unternehmen in St. Sulpice abgegeben
- RBDe 567 315 (1983), 316 (1985), 317 (1991) «Privatbahn-NPZ»
ehemalige Nummern 105–107, Nummer 104 an GFM verkauft (1991)

#### Mutationen
Nach der Fusion wurden für die Strecke (Neuchâtel-)Travers–Fleurier–Buttes neue Triebzüge beschafft. Diese Triebzüge verkehren in der Regel abwechslungsweise mit Pendelzügen der SBB durchgehend von Neuchâtel nach Buttes.
- RABe 527 321–322 (2002–2003) «NINA» (baugleich BLS)
2008 und 2009 an BLS verkauft (525 037 und 038)
- RABe 527 331 (2007) «FLIRT» (baugleich SOB)
- RABe 527 332–333 (2009) «FLIRT», Ende 2007 bestellt

### Meterspur (ex CMN, PSC und RdB)
Der ehemalige wie auch der aktuelle Fahrzeugpark der Meterspurstrecken Ponts–Sagne–Chaux-de-Fonds und Locle–Les Brenets ist typisch für eine mit geringen finanziellen Mitteln agierende schweizerische Schmalspurbahn. Aus Kosten- und Termingründen mussten bei der Elektrifikation im Jahre 1950 Trieb- und Steuerwagen in Italien beschafft werden. Nach einer grundlegenden Modernisierung bewältigen diese Fahrzeuge noch heute den Verkehr auf der Strecke Le Locle–Les Brenets. Zwei von drei Dampflokomotiven sowie zwei Personenwagen des Régional des Brenets blieben bei der Museumsbahn Blonay–Chamby (BC) erhalten.

### Historische Fahrzeuge

#### Normalspur RVT
| Bei Ablieferung | Bei Ablieferung  | Bei Ablieferung | Bei Ablieferung | Baujahr | Hersteller             | Eigentümer Heute | Standort     | Bemerkung |
| Eigentümer      | Beschrieb        | Bezeichnung     | Nummer          | Baujahr | Hersteller             | Eigentümer Heute | Standort     | Bemerkung |
| --------------- | ---------------- | --------------- | --------------- | ------- | ---------------------- | ---------------- | ------------ | --------- |
| RVT             | Dieseltriebwagen | ABm 2/5         | 9               | 1914    | BBC / Rastatt / Sulzer |                  | Verkehrshaus |           |
| RVT             | Triebwagen       | ABDe 2/4        | 102             | 1945    | SWS / BBC              |                  | Fleurier     | 1)        |

1) ex BCFe 2/4 102. Betriebsfähig. Wird durch den Verein RVT-Historique unterhalten und betrieben.

#### Meterspur RdB
| Bei Ablieferung | Bei Ablieferung | Bei Ablieferung | Bei Ablieferung | Baujahr | Hersteller | Eigentümer Heute | Standort        | Bemerkung                 |
| Eigentümer      | Beschrieb       | Bezeichnung     | Nummer          | Baujahr | Hersteller | Eigentümer Heute | Standort        | Bemerkung                 |
| --------------- | --------------- | --------------- | --------------- | ------- | ---------- | ---------------- | --------------- | ------------------------- |
| RdB             | Dampflokomotive | G 3/3           | 1               | 1890    | SLM        | BC               | Chaulin, Museum | „Le Doubs“ 1)             |
| RdB             | Dampflokomotive | G 3/3           | 2               | 1890    | SLM        |                  | Les Brenets     | „Le Père Frédéric“ 1), 2) |
| RdB             | Personenwagen   | BC              | 11              | 1890    | SIG        | BC               | Chaulin, Museum | 1) 3)                     |
| RdB             | Personenwagen   | CF              | 21              | 1890    | SIG        | BC               | Chaulin, Museum | 1)                        |

1) Nicht betriebsfähig. Eigentum der Museumsbahn Blonay–Chamby
2) Nicht betriebsfähig. In einem Mausoleum in der Nähe des Bahnhofes Les Brenets eingestellt.
3) In älteren Dokumentationen auch als BC 2 bezeichnet.

### Strassenfahrzeuge

#### Trolleybus
- NAW/Hess/Siemens Swisstrolley 2 (Nr. 121–125; 1996)
- Solaris/Cegelec Trollino 12AC (Nr. 131–133; 2005)
- Solaris/Cegelec Trollino 18AC (Nr. 141–144; 2005)

#### Autobus
Der Autobuspark lässt sich in folgende Hauptserien einteilen:
- Mercedes-Benz Citaro (Nr. 211–218, 231, 232; 2000–2002)
- Mercedes-Benz Citaro G (Nr. 221–228, 241–244; 2000–2003)
- Mercedes-Benz Sprinter 416CDI (Nr. 21/22; 2005)
- Solaris Urbino 18 (Nr. 261, 262; 2004)
- Volvo 8700LE (Nr. 251–254, 271–273; 2003–2006)
- Volvo/Alfabusz B7RLE (Nr. 291–294; 2008/09)
- Volvo/Berkhof B6B (Nr. 191–193, 1996)
- Volvo/Berkhof B10B (Nr. 92–94, 201, 202; 1997–1998)

Ausserdem sind noch einige Einzelgänger älterer Bauarten (NAW, Sprinter 312D, Volvo/Lauber B10R) im Einsatz.